# Jean-François Leuba
Jean-François Leuba (* 16. Juli 1934 in Lausanne; † 22. Oktober 2004 ebenda) war ein promovierter Jurist, Rechtsanwalt und Schweizer Politiker (LPS). Er war Mitglied der Zofingia und ist Vater von Philippe Leuba, der ebenfalls in der Politik tätig ist.

## Politik
Leuba sass zunächst von 1978 bis 1990 als Justiz- und Polizeidirektor in der Waadtländer Kantonsregierung. Von 1987 bis 1998 war er im Nationalrat und übte dort von 1991 bis 1994 das Amt des Präsidenten der liberalen Fraktion aus. Im Dezember 1995 wurde er für ein Jahr zum Nationalratspräsidenten gewählt. Die Landesregierung ernannte ihn 1997 zum Präsidenten der Interjurassischen Versammlung, die er bis 2002 leitete.
Jean-François Leuba starb in der Nacht vom 21. auf den 22. Oktober 2004 im Alter von 70 Jahren.

## Werke
- Origine et nature du legs per praeceptionem. 1962, Diss. Recht, Universität Lausanne 1962.